# Siva Engineering Sales Company
Siva Engineering Sales Company war ein britischer Hersteller von Automobilen.

## Unternehmensgeschichte
Der Designer Neville Trickett gründete 1969 zusammen mit Michael Saunders das Unternehmen mit Firmensitz in Weymouth. Die Produktion der Automobile und Kits fand aber in Tricketts Designstudio Neville Trickett Design Ltd. in Blandford Forum statt. Der Markenname lautete Siva. 1976 endete die Produktion. Insgesamt entstanden 126 Exemplare.
Außerdem betrieb Neville Trickett zusammen mit Robert Paterson die Siva Motor Car Company in Aylesbury, deren Fahrzeuge ebenfalls als Siva vermarktet wurden.

## Fahrzeuge
Im Angebot standen Fahrzeuge, die den Fahrzeugen aus der Zeit von 1904 bis 1912 ähnelten.
Erstes Modell war der Roadster. Die Phaeton-Karosserie bot Platz für zwei Personen. Die Basis bildete das Fahrgestell von Ford Eight, Ford Ten und später Ford Popular (103 E). Ein Bausatz kostete 1970 145 Pfund. Zwischen 1969 und 1974 entstanden 25 Exemplare. Eines davon trug das britische Kennzeichen THT 302.
Der Tourer war die viersitzige Variante des Roadster auf gleicher Basis. Der Bausatz kostete 160 Pfund. Siva fertigte im gleichen Zeitraum 80 Exemplare. Ein Fahrzeug trug das Kennzeichen MSJ 648. In der Fernsehserie Doctor Who wird so ein Fahrzeug als Bessie verwendet.
Vom Raceabout entstanden zwischen 1970 und 1976 sechs Exemplare. Vorbild war ein zweisitziger Rennwagen von Renault von etwa 1904. Das Fahrzeug hatte eine auffallend lange vordere Haube. Da das Fahrzeug auf dem Fahrgestell des VW Käfer basierte, hatte es den Motor im Heck. Auffallend war die lange Lenksäule.
Der Parisienne war mit sieben Exemplaren im gleichen Zeitraum etwas erfolgreicher am Markt. Die Basis bildete das Fahrgestell des Citroën 2 CV. Der Rest ähnelte dem Tourer.
Der San Remo ähnelte dem Parisienne. Allerdings verfügte er über das Fahrgestell des VW Käfer. Hiervon entstanden acht Exemplare zwischen 1970 und 1976.